# SH 100 (Луизиана)
Луизианское шоссе 100 (LA 100) — шоссе штата, расположенное в округе Акадия, штат Луизиана. Оно проходит на расстоянии 14,83 мили (23,87 км) в направлении восток-запад от LA 97 в Эванджелине до LA 13 в Кроули.
Западный участок маршрута соединяет сельскую общину Эванджелин с шоссе 91 в точке к югу от Йоты. Затем LA 91 и LA 100 объединяются в сообществе Иган, расположенном недалеко от межштатной автомагистрали 10 (I-10) между Дженнингсом и Кроули. К востоку от Игана шоссе LA 100 проходит параллельно федеральной автостраде до северо-западного угла Кроули, административного центра округа. Здесь шоссе служит подъездной дорогой к различным службам, расположенным около съезда 80 с I-10. Несмотря на то, что LA 100 имеет общий маршрут с востока на запад, на его вывесках нет указателей направлений.

## Описание маршрута
С запада шоссе SH 100 начинается на пересечении с шоссе 97 (Эванджелин Хайвей) в районе, известном как Эванджелин, к северо-востоку от Дженнингса. Оно проходит на восток вдоль старого Эванджелинового шоссе и пересекает Байю-де-Канн и Байю-Пуэнт-о-Лу. Ныне известная как Шелли-роуд, улица ЛА-100 продолжается на восток, по мере того как район переходит от соснового леса к сельскохозяйственным угодьям. Затем она пересекает шоссе LA 91 (шоссе Йота) в точке, расположенной в 3,4 милях (5,5 км) к югу от Йоты.
Шоссе 100 поворачивает на юг и пересекается с шоссе 91. Через 1,0 милю (1,6 км) трасса сворачивает на юго-запад и выходит на Аспен-роуд. Достигнув небольшого населенного пункта Иган, шоссе 91 и 100 поворачивают на восток на шоссе Иган, идущее к северу от I-10 и параллельно ему. Параллельный участок заканчивается к северу от съезда 76 на шоссе Эстервуд, где шоссе 91 поворачивает на юг в сторону Эстервуда.
Далее шоссе LA 100 пересекает шоссе LA 3070 (Маккейн-роуд).
Затем шоссе и проходит через точку, известную как Лоусон, где оно пересекает железнодорожные пути Акадианы (AKDN) и LA 1121 (Oro Trail Road). После пересечения моста через Байю Плакемин-Брюле шоссе ненадолго огибает северную часть города Кроули, административного центра округа. Вскоре после этого шоссе № 100 заканчивается на пересечении с шоссе № 13, примыкающим к съезду № 80 на I-10. Шоссе 13 соединяет Кроули с городом Юнис на севере.
LA 100 классифицируется Департаментом транспорта и развития Луизианы (La DOTD) как второстепенный коллектор в сельской местности, за исключением последних 0,65 миль (1,05 км) в Кроули, который классифицируется как городской коллектор. Сообщается, что среднесуточный объём движения в 2013 году составил 1780 автомобилей между Эванджелин и перекрестком с шоссе LA 91 и LA 1120 к востоку от Игана. Затем он увеличивается до 5300 на оставшуюся часть маршрута до Кроули. Установленное ограничение скорости, как правило, составляет 55 миль в час (90 км/ч) между пунктами, снижается до 45 миль в час (70 км/ч) через Эванджелин и Кроули и 35 миль в час (55 км/ч) через Иган. Шоссе LA 100 представляет собой неразделенное двухполосное шоссе на всей своей протяженности.

### Будущее
La DOTD разрабатывает программу передачи около 5000 миль государственных дорог местным властям, предлагая исключить участки LA 100, не исполняющие функции междугородних маршрутов, сохранив лишь центральный отрезок.